# Cyrtopogon sabroskyi
Cyrtopogon sabroskyi là một loài ruồi trong họ Asilidae. Cyrtopogon sabroskyi được Lavigne miêu tả năm 1981. Loài này phân bố ở vùng Tân Bắc giới.